# Luc van Balberghe
Luc van Balberghe (1950) is een Vlaams journalist, publicist en uitgever. Tussen 1996 en 2002 was hij voorzitter van de Vlaamse Journalisten Vereniging. 

## Levensloop
Luc van Balberghe ging na zijn humaniora van start als freelancer bij verschillende Vlaamse kranten. In oktober 1975 kwam hij terecht bij De Krant, een Limburgs initiatief onder hoofdredacteurschap van Louis Verbeeck. De Krant ging in de aanval tegen de hegemonie van Het Belang van Limburg.
De Krant hield na zes maanden op te bestaan, waarop Van Balberghe overstapte naar het huis-aan-huisblad Koerier. Daar groeide hij door tot hoofdredacteur en directeur van de provincie Antwerpen. In 1982 zette ook Koerier een punt achter zijn verschijning. 
Dat leidde tot de oprichting van het persbureau Ready Press Agency, waar Van Balberghe directeur werd. Ready Press Agency levert teksten aan allerlei algemene nieuwsbladen en vakbladen zonder eigen redactie.
Sinds april 2004 is Van Balberghe de uitgever van AchterhetNieuws, een elektronisch nieuwsplatform dat duiding geeft bij de nieuwsverslaggeving. Hij liet het medium in 2008 over aan Koppa cv in Hasselt.
Van Balberghe schreef enkele romans o.a. De man in de kathedraal en De eikelraper, en is auteur van onder meer volgende toneelstukken: 
- De Bank (1967)
- De Goochelaar (1969)
- De Zwerver (1969)
- Tryskyl (2007)
- Virus (2008)
- Wolfsmelk (2008)
- 60 dagen later (2008)
- Gekaapte Violen (2008)
- Voor alles is er een tijd (2008)
- Sotscop (2008)
- Kabouter Krik is verdwenen (2008)
- Gebakken Lucht (2009)